# 이문원 (조선의 기관)
이문원(摛文院)은 조선시대에 역대임금의 어진(御眞)·선적(璿籍)·어필(御筆)·어제(御製)·교명(敎命)·전장문적(典章文籍) 등을 보관한 관서다. 창덕궁에 있었다.